# Janusz Bobik
Janusz Bobik (Środa Śląska, 17 de dezembro de 1955) é um ex-ginete de elite polaco especialista em saltos, medalhista olímpico. 

## Carreira
Janusz Bobik representou seu país nos Jogos Olímpicos de Verão de 1980, na qual conquistou a medalha de prata nos saltos por equipes em 1980.